# Çorbalık kesme
El çorbalık kesme, també conegut com çorbalık kesme erişte o kare erişte, és una pasta tradicional de la gastronomia turca feta amb farina, ous, llet i sal. Té forma de petits quadrats o, en algunes regions, de tires llargues i fines (normalment amb noms diferents), similars al kesme.
Es pot preparar en sopa, com acompanyament d'altres plats o bé bullit i amanit amb oli i formatge.